# 夢の中へ (映画)
『夢の中へ』（ゆめのなかへ）は2005年6月11日に公開された日本の映画作品。監督は園子温。井上陽水の楽曲「夢の中へ」がモチーフになっている。

## あらすじ
主人公・鈴木はトレンディドラマなどにも出演する俳優だ。かつては役者仲間だった同棲相手の女とうまくいっておらず、『欲望という名の電車』でブランチを演じる舞台女優と浮気している。ある日彼は、性病にかかったことに気づく。そんな堕落した日々を送っている鈴木は、夢の中で、佐藤という名のテロリストや中村という名の尋問中の容疑者になったりする。夢うつつの間に彼は郷里に帰省し、妹を同窓会に同伴する。そして、酔っ払った挙句に会を抜け出し、「夢の中へ」を歌いながら夜の郷里を駆け抜ける。

## キャスト
- 鈴木ムツゴロウ：田中哲司
- タエコ：夏生ゆうな
- ランコ：市川実和子
- ユウジ：オダギリジョー
- ケイジ：村上淳
- タエコの友人：小嶺麗奈
- 鈴木の父：麿赤児
- 演出家：温水洋一
- 町田：岩松了
- 菜葉菜
- 手塚とおる
- 臼田あさ美
- 湯山大一郎
- 吉田康平
- 櫻井ゆうこ

## スタッフ
- 監督・脚本：園子温
- プロデューサー：浅野博貴、鈴木剛
- 主題歌歌唱：4n（河瀬直美&HAKO）